# 开元路 (郑州)
开元路是河南省郑州市惠济区的一条东西向主干道，东起花园北路，西抵江山路，全长8.115千米。

## 历史
开元路于1996年始建文化北路至花园路段，2003年文化路以西路段完工通车。
2007年，惠济区对开元路两侧的绿化进行了升级改造。

## 交汇道路
目前，自西向东与开元路相交汇的道路有（粗体字为主干道）：
- 江山路
- 丰硕街
- 天河路
- 清华园路
- 固城路
- 金河路
- 文创路
- 木马东街
- 文化北路
- 桂圆南街
- 桂圆北街
- 荷花街
- 田园路
- 香山路
- 银通路
- 花园北路

## 公共交通
| 郑州地铁 - 2号线：金洼站、黄河迎宾馆站、毛庄站、惠济区政府站、贾河站 - 7号线（在建）：黄河迎宾馆站 郑州公交 \| 途径公交线路一览 \| 途径公交线路一览 \| 途径公交线路一览 \| 途径公交线路一览 \| 途径公交线路一览 \| \| 编号 \| 路线 \| 路线 \| 路线 \| 备注 \| \| ---------------- \| -------------------------- \| ---------------- \| ---------------- \| ---------------- \| \| 90 \| 丰乐农庄.丰乐葵园景区 \| ⇆ \| 汽车客运北站 \| \| \| 197 \| 岗李公交站 \| ⇆ \| 汽车客运北站 \| \| \| 723 \| 郑州四禾美术学校 \| ⇆ \| 文化路英才街 \| \| \| B52 \| 天山路公交站 \| ⇆ \| 农科路经三路 \| 原92路 \| \| 忆江南1号线 \| 忆江南公交站（中原影视城） \| ⇆ \| 文化路英才街 \| \| |                            |      |              |        |
| 途径公交线路一览 |                            |      |              |        |
| 编号 | 路线                       | 路线 | 路线         | 备注   |
| 90 | 丰乐农庄.丰乐葵园景区      | ⇆    | 汽车客运北站 |        |
| 197 | 岗李公交站                 | ⇆    | 汽车客运北站 |        |
| 723 | 郑州四禾美术学校           | ⇆    | 文化路英才街 |        |
| B52 | 天山路公交站               | ⇆    | 农科路经三路 | 原92路 |
| 忆江南1号线 | 忆江南公交站（中原影视城） | ⇆    | 文化路英才街 |        |